# Granada Club de Fútbol
El Granada Club de Fútbol és un club de futbol andalús, de la ciutat de Granada, Andalusia, constituït actualment com a Societat anònima esportiva. El seu accionista majoritari és el grup d'inversió xinès Desport i el seu president és Jiang Lizhang. Va ser fundat el 1931 i actualment juga a la Segona divisió.
El Granada CF es troba en la posició 23a de la classificació històrica per punts de la Primera Divisió, i en el 20è de la classificació històrica per nombre de temporades (24), i ha aconseguit el 6è lloc en dues ocasions. A més ha estat subcampió del Campionat d'Espanya-Copa del Generalísimo, actual Copa del Rei.

## Història
El Granada Club de Fútbol va ser fundat el 6 d'abril de 1931 amb el nom de Club Recreativo de Granada, essent el primer president Julio López Fernández. El primer partit fou enfront del Deportivo Jaén amb victòria per 2 a 1, essent el seu primer golejador Antonio Bombillar. La temporada 1931-32 fou inscrit a Tercera Regional.
El 1940 adoptà el nom actual. La temporada 1941-42 jugà per primer cop a Primera divisió. Les millors classificacions en aquesta categoria foren dos sisenes posicions les temporades 1971-72 i 1973-74. L'any 1959 arribà a la final de la Copa d'Espanya on fou derrotat pel FC Barcelona per 4 gols a 1.

## Plantilla 2024-25
A 21 agost 2024.
| N. | Pos. | Nac. | Jugador                                           |
| -- | ---- | --- | ------------------------------------------------- |
| 1  | POR  | [[Fitxer:Flag of France (1794–1815, 1830–1974).svg\|23x15px\|border \|alt=França\|link=Selecció de futbol de França\|{{#if:\|]] | Luca Zidane                                       |
| 2  | DEF  | [[Fitxer:Flag of Catalonia.svg\|23x15px\|border \|alt=Catalunya\|link=Selecció de futbol de Catalunya\|{{#if:\|]]               | Rubén Sánchez (cedit pel RCD Espanyol)            |
| 3  | DEF  | [[Fitxer:Flag of Spain.svg\|23x15px\|border \|alt=Espanya\|link=Selecció de futbol d'Espanya\|{{#if:\|]]                        | Miguel Ángel Brau                                 |
| 4  | DEF  | [[Fitxer:Flag of Spain.svg\|23x15px\|border \|alt=Espanya\|link=Selecció de futbol d'Espanya\|{{#if:\|]]                        | Miguel Rubio                                      |
| 5  | DEF  | [[Fitxer:Flag of Spain.svg\|23x15px\|border \|alt=Espanya\|link=Selecció de futbol d'Espanya\|{{#if:\|]]                        | Pablo Insua                                       |
| 6  | MIG  | [[Fitxer:Flag of Cameroon.svg\|23x15px\|border \|alt=Camerun\|link=Selecció de futbol del Camerun\|{{#if:\|]]                   | Martin Hongla                                     |
| 7  | DAV  | [[Fitxer:Flag of Argentina.svg\|23x15px\|border \|alt=Argentina\|link=Selecció de futbol de l'Argentina\|{{#if:\|]]             | Lucas Boyé                                        |
| 8  | MIG  | [[Fitxer:Flag of Spain.svg\|23x15px\|border \|alt=Espanya\|link=Selecció de futbol d'Espanya\|{{#if:\|]]                        | Gonzalo Villar                                    |
| 9  | DAV  | [[Fitxer:Flag of Israel.svg\|23x15px\|border \|alt=Israel\|link=Selecció de futbol d'Israel\|{{#if:\|]]                         | Shon Weissman                                     |
| 10 | DAV  | [[Fitxer:Flag of Albania.svg\|23x15px\|border \|alt=Albània\|link=Selecció de futbol d'Albània\|{{#if:\|]]                      | Myrto Uzuni                                       |
| 11 | DAV  | [[Fitxer:Flag of Georgia.svg\|23x15px\|border \|alt=Geòrgia\|link=Selecció de futbol de Geòrgia\|{{#if:\|]]                     | Giorgi Tsitaishvili (cedit pel FC Dinamo de Kíev) |
| 12 | DEF  | [[Fitxer:Flag of Catalonia.svg\|23x15px\|border \|alt=Catalunya\|link=Selecció de futbol de Catalunya\|{{#if:\|]]               | Ricard Sánchez                                    |
| 13 | POR  | [[Fitxer:Flag of Catalonia.svg\|23x15px\|border \|alt=Catalunya\|link=Selecció de futbol de Catalunya\|{{#if:\|]]               | Marc Martínez                                     |
| 14 | DEF  | [[Fitxer:Flag of Catalonia.svg\|23x15px\|border \|alt=Catalunya\|link=Selecció de futbol de Catalunya\|{{#if:\|]]               | Ignasi Miquel (3r capità)                         |
| 15 | DEF  | [[Fitxer:Flag of Spain.svg\|23x15px\|border \|alt=Espanya\|link=Selecció de futbol d'Espanya\|{{#if:\|]]                        | Carlos Neva (2n capità)                           |

| N. | Pos. | Nac. | Jugador                              |
| -- | ---- | --- | ------------------------------------ |
| 16 | MIG  | [[Fitxer:Flag of Spain.svg\|23x15px\|border \|alt=Espanya\|link=Selecció de futbol d'Espanya\|{{#if:\|]]            | José Masllorens                      |
| 17 | DAV  | [[Fitxer:Flag of Canada (Pantone).svg\|23x15px\|border \|alt=Canadà\|link=Selecció de futbol del Canadà\|{{#if:\|]] | Theo Corbeanu                        |
| 18 | MIG  | [[Fitxer:Flag of Poland.svg\|23x15px\|border \|alt=Polònia\|link=Selecció de futbol de Polònia\|{{#if:\|]]          | Kamil Jóźwiak                        |
| 19 | DAV  | [[Fitxer:Flag of Senegal.svg\|23x15px\|border \|alt=Senegal\|link=Selecció de futbol del Senegal\|{{#if:\|]]        | Famara Diédhiou                      |
| 20 | MIG  | [[Fitxer:Flag of Spain.svg\|23x15px\|border \|alt=Espanya\|link=Selecció de futbol d'Espanya\|{{#if:\|]]            | Sergio Ruiz                          |
| 21 | MIG  | [[Fitxer:Flag of Catalonia.svg\|23x15px\|border \|alt=Catalunya\|link=Selecció de futbol de Catalunya\|{{#if:\|]]   | Óscar Melendo                        |
| 22 | DAV  | [[Fitxer:Flag of Spain.svg\|23x15px\|border \|alt=Espanya\|link=Selecció de futbol d'Espanya\|{{#if:\|]]            | Pablo Sáenz                          |
| 23 | MIG  | [[Fitxer:Flag of Spain.svg\|23x15px\|border \|alt=Espanya\|link=Selecció de futbol d'Espanya\|{{#if:\|]]            | Manu Trigueros                       |
| 24 | DEF  | [[Fitxer:Flag of Spain.svg\|23x15px\|border \|alt=Espanya\|link=Selecció de futbol d'Espanya\|{{#if:\|]]            | Loïc Williams                        |
| 26 | MIG  | [[Fitxer:Flag of Spain.svg\|23x15px\|border \|alt=Espanya\|link=Selecció de futbol d'Espanya\|{{#if:\|]]            | Sergio Rodelas                       |
| 27 | DAV  | [[Fitxer:Flag of Senegal.svg\|23x15px\|border \|alt=Senegal\|link=Selecció de futbol del Senegal\|{{#if:\|]]        | Sérigné Faye                         |
| 28 | DEF  | [[Fitxer:Flag of Ghana.svg\|23x15px\|border \|alt=Ghana\|link=Selecció de futbol de Ghana\|{{#if:\|]]               | Oscar Naasei Oppong                  |
| —  | DEF  | [[Fitxer:Flag of Spain.svg\|23x15px\|border \|alt=Espanya\|link=Selecció de futbol d'Espanya\|{{#if:\|]]            | Manu Lama                            |
| —  | DAV  | [[Fitxer:Flag of Spain.svg\|23x15px\|border \|alt=Espanya\|link=Selecció de futbol d'Espanya\|{{#if:\|]]            | Siren Diao (cedit per l'Atalanta BC) |

### Quadre tècnic
- Entrenador:  Guille Abascal
- Segon entrenador:  Ismael Martínez
- Preparador físic:  Alejandro Gutiérrez
- Entrenador de porters:  José Sambade
- Analista:  Álvaro Martínez

## Dades del club
- Temporades a Primera divisió: 24
- Temporades a Segona divisió: 33
- Temporades a Segona divisió B: 22
- Temporades a Tercera divisió: 5
- Millor posició a la lliga: 6è (Primera divisió temporades 1971/72 i 1973/74)
- Millor classificació a la Copa del Rei: Finalista (1959)

## Palmarès
- Subcampió de la Copa del Rei: 1959